# Margaret Murray
Margaret Alice Murray (ur. 13 lipca 1863 w Kalkucie, zm. 13 listopada 1963 w Welwyn) – brytyjska egiptolog, archeolog i antropolog. Jedna z pionierek folklorystyki. Autorka teorii dotyczącej wiedźmiego kultu leżącej u podstaw religii wicca.

## Życiorys
Margaret urodziła się w rodzinie brytyjskich kolonizatorów. Jej ojcem był przedsiębiorca James Murray, a matką Margaret z domu Carr. Miała starszą siostrę Mary. Uczyła się w Wielkiej Brytanii oraz w  Niemczech. Po powrocie do Indii pracowała przez parę miesięcy w Calcutta General Hospital. W roku 1894 rozpoczęła studia egiptologiczne na University College w Londynie. Zachęcona przez profesora  Williama Flinders Petrie napisała swój pierwszy artykuł The descent of property in the early periods of Egyptian History i rozpoczęła prowadzenie zajęć z podstaw języka egipskiego oraz hieroglifów. Funkcję młodszego wykładowcy pełniła od 1898 r. W roku 1922 została starszym wykładowcą. Dwa lata później otrzymała posadę adiunkta (Assistant Professor), a w 1931 r. honorowy doktorat (Doctor of Letters). W latach 1953–1955 była prezesem „Folklore Society”.

## Egiptologia
Murray uczestniczyła w latach 1902-4 w badaniach wykopaliskowych prowadzonych przez Williama Petrie w Abydos i Sakkarze. Pracowała także na Malcie, na Minorce, w Petrze i Tell el-Ajjul w Palestynie.
Była pierwszą kobietą-wykładowcą egiptologii w Wielkiej Brytanii. Brała udział w organizacji studiów na University College w Londynie, m.in. w roku 1911 opracowała program dwuletnich studiów egiptologicznych. Murray była autorką licznych artykułów i publikacji naukowych dotyczących archeologii Egiptu, prowadziła także popularyzatorskie wykłady otwarte z dziedziny egiptologii.

## Wiedźmi kult
Margaret Murray twierdziła, że  europejskie czarownictwo wywodziło się ze starożytnej, przedchrześcijańskiej, religii płodności opartej na kulcie rogatego boga – Dianosa albo Janusa. Religia ta miała przetrwać do początków średniowiecza i zostać niewłaściwie zinterpretowana przez duchownych jako praktyki satanistyczne. Pod wpływem poglądów Frazera jako terminu synonimicznego do „wiedźmiego kultu”, używała także określenia „kult dianiczny”.
Współczesna nauka odrzuciła tezy Murray. Według badaczy Dianos nigdy nie istniał i został wymyślony przez Murray na podstawie różnorodnych wierzeń obejmujących tereny Europy i Azji Mniejszej. Nie znaleziono również dowodów na istnienie w średniowieczu sformalizowanego pogańskiego kultu, w którym czarownice gromadziłyby się w wielkiej liczbie, czy to w celach satanistycznych czy jakichkolwiek innych. Z drugiej strony, teza Murray znalazła jednak poparcie - w jednej ze swoich prac Carlo Ginzburg ustalił, że we włoskiej prowincji Friuli rzeczywiście uprawiano na przełomie XVI–XVII wieku zbiorowy kult płodności.
Pod wpływem tez Murray pozostawał Gerald Gardner, inicjator ruchu wicca, autor książki Współczesne czarownictwo.

## Dzieła
Murray była autorką hasła Czarownice (Witches) w Encyklopedii Britannica (1929).
- The Witch-Cult in Western Europe, Oxford 1921
- The God of The Witches, London 1931
- The Splendour That Was Egypt: A General Survey of Egyptian Culture and Civilisation, London 1949
- The Divine King in England: A Study in Anthropology, London 1954
- My First Hundred Years, London 1963

## W kulturze
Murray opisano w powieści Angusa Wilsona Anglosaskie pozy (bohaterka Rose Lorimer).